# Distretto di San Juan de la Virgen
Il distretto di San Juan de la Virgen è un distretto del Perù, facente parte della provincia di Tumbes, nella regione di Tumbes.